# Jeffrey C. Hall
Jeffrey C Hall (Nueva York, 3 de mayo de 1945) es un genetista y cronobiologista estadounidense, enfocado en la neurología y en el comportamiento de la Drosophila melanogaster, ganador del Premio Nobel de Medicina 2017. Recibió su Ph.D. en genética en 1971 por la Universidad de Washington y se trasladó a un puesto en la Universidad Brandeis en 1974. Dedicó toda su carrera a estudiar los componentes neurológicos del cortejo de aquella mosca y sus ritmos de comportamiento. Gracias a estas observaciones, realizó aportes sobre el funcionamiento de los relojes biológicos, por el cual recibió el Premio Nobel de Medicina.